# Peter Bondra
Temple de la renommée de l'IIHF : 2015
Peter Bondra (né le 7 février 1968 à Bakivtci, Raïon de Loutsk en Ukraine) est un joueur slovaque de hockey sur glace jouant en position d'ailier droit. Il passe l'essentiel de sa carrière avec les Capitals de Washington dans la Ligue nationale de hockey. Il a un frère, Juraj, qui a également eu une carrière professionnelle. Il est le père de Dávid Bondra.

## Carrière en club
Bondra a commencé à jouer au hockey sur glace à Poprad en Tchécoslovaquie, où sa famille avait déménagé de l'Ukraine quand il avait trois ans. Il débute avec le LVS Poprad en première division tchécoslovaque lors de la saison 1985-86, et signe à la fin de la saison au TJ VSŽ Košice où il restera quatre ans, devenant champion de Tchécoslovaquie en 1988.
Lors du repêchage d'entrée dans la LNH 1990, il est choisi au neuvième tour par les Capitals de Washington et quelques mois plus tard, il fait ses débuts dans la Ligue nationale de hockey. En 14 saisons avec les Capitals, il a inscrit 472 buts et 825 points, ce qui en fit alors le meilleur buteur et le meilleur compteur de l'histoire du club.
Lors des saisons 1994-1995 et saisons 1997-1998, il a terminé meilleur buteur de la LNH. Lors de la saison 1997-1998 il a atteint avec les Capitals la finale de la Coupe Stanley mais dut s'incliner face aux Red Wings de Détroit.
En 2004, alors que les Capitals connaissaient une saison décevante et des difficultés financières, il a été transféré aux Sénateurs d'Ottawa. À l'automne 2005, Bondra a signé avec les Thrashers d'Atlanta.
Le 10 décembre 2006, après n'avoir pas trouvé d'équipe depuis le début de saison, il signe un contrat d'un an avec les Blackhawks de Chicago. Le 22 décembre 2006, il devient le 37e joueur de l'histoire à inscrire 500 buts dans la LNH en marquant le but gagnant contre les Maple Leafs de Toronto.
Le 29 octobre 2007, il annonce qu'il prend sa retraite de joueur pour devenir directeur-général de l'équipe nationale de Slovaquie.

## Statistiques
| Saison     | Équipe                 | Ligue      |       | Saison régulière | Saison régulière | Saison régulière | Saison régulière | Saison régulière |    | Séries éliminatoires | Séries éliminatoires | Séries éliminatoires | Séries éliminatoires | Séries éliminatoires |
| Saison     | Équipe                 | Ligue      | PJ    | B                | A                | Pts              | Pun              | PJ               | B  | A                    | Pts                  | Pun                  |                      |                      |
| 1986-1987  | TJ VSŽ Košice          | 1.liga     | 32    | 4                | 5                | 9                | 24               |                  |    |                      |                      |                      |                      |                      |
| 1987-1988  | TJ VSŽ Košice          | 1.liga     | 45    | 27               | 11               | 38               | 20               |                  |    |                      |                      |                      |                      |                      |
| 1988-1989  | TJ VSŽ Košice          | 1.liga     | 40    | 30               | 10               | 40               | 20               |                  |    |                      |                      |                      |                      |                      |
| 1988-1989  | TJ VSŽ Košice          | 1.liga     | 40    | 30               | 10               | 40               | 20               |                  |    |                      |                      |                      |                      |                      |
| 1990-1991  | Capitals de Washington | LNH        | 54    | 12               | 16               | 28               | 47               | 4                | 0  | 1                    | 1                    | 2                    |                      |                      |
| 1991-1992  | Capitals de Washington | LNH        | 71    | 28               | 28               | 56               | 42               | 7                | 6  | 2                    | 8                    | 4                    |                      |                      |
| 1992-1993  | Capitals de Washington | LNH        | 83    | 37               | 48               | 85               | 70               | 6                | 0  | 6                    | 6                    | 0                    |                      |                      |
| 1993-1994  | Capitals de Washington | LNH        | 69    | 24               | 19               | 43               | 40               | 9                | 2  | 4                    | 6                    | 4                    |                      |                      |
| 1994-1995  | Capitals de Washington | LNH        | 47    | 34               | 9                | 43               | 24               | 7                | 5  | 3                    | 8                    | 10                   |                      |                      |
| 1995-1996  | Vipers de Détroit      | LIH        | 7     | 8                | 1                | 9                | 0                |                  |    |                      |                      |                      |                      |                      |
| 1995-1996  | Capitals de Washington | LNH        | 67    | 52               | 28               | 80               | 40               | 6                | 3  | 2                    | 5                    | 8                    |                      |                      |
| 1996-1997  | Capitals de Washington | LNH        | 77    | 46               | 31               | 77               | 72               |                  |    |                      |                      |                      |                      |                      |
| 1997-1998  | Capitals de Washington | LNH        | 76    | 52               | 26               | 78               | 44               | 17               | 7  | 5                    | 12                   | 12                   |                      |                      |
| 1998-1999  | Capitals de Washington | LNH        | 66    | 31               | 24               | 55               | 56               |                  |    |                      |                      |                      |                      |                      |
| 1999-2000  | Capitals de Washington | LNH        | 62    | 21               | 17               | 38               | 30               | 5                | 1  | 1                    | 2                    | 4                    |                      |                      |
| 2000-2001  | Capitals de Washington | LNH        | 82    | 45               | 36               | 81               | 60               | 6                | 2  | 0                    | 2                    | 2                    |                      |                      |
| 2001-2002  | Capitals de Washington | LNH        | 77    | 39               | 31               | 70               | 80               |                  |    |                      |                      |                      |                      |                      |
| 2002-2003  | Capitals de Washington | LNH        | 76    | 30               | 26               | 56               | 52               | 6                | 4  | 2                    | 6                    | 8                    |                      |                      |
| 2003-2004  | Capitals de Washington | LNH        | 54    | 21               | 14               | 35               | 22               |                  |    |                      |                      |                      |                      |                      |
| 2003-2004  | Sénateurs d'Ottawa     | LNH        | 23    | 5                | 9                | 14               | 16               | 7                | 0  | 0                    | 0                    | 6                    |                      |                      |
| 2004-2005  | HK ŠKP Poprad          | Extraliga  | 6     | 4                | 2                | 6                | 4                |                  |    |                      |                      |                      |                      |                      |
| 2005-2006  | Thrashers d'Atlanta    | LNH        | 60    | 21               | 18               | 39               | 40               |                  |    |                      |                      |                      |                      |                      |
| 2006-2007  | Blackhawks de Chicago  | LNH        | 37    | 5                | 9                | 14               | 26               |                  |    |                      |                      |                      |                      |                      |
| Totaux LNH | Totaux LNH             | Totaux LNH | 1 081 | 503              | 389              | 892              | 761              | 80               | 30 | 26                   | 56                   | 60                   |                      |                      |

## Carrière internationale
N'ayant obtenu la nationalité slovaque qu'en 1993, Bondra endosse pour la première fois le maillot slovaque en septembre 1993 à Sheffield lors du tournoi de qualification pour les Jeux olympiques de Lillehammer.
Bondra a ensuite représenté la Slovaquie lors de cinq compétitions internationales : les Jeux olympiques d'hiver de 1998 et de 2006, la Coupe du monde de hockey 1996 et les championnats du monde de 2002 et 2003. En 2002, il termina meilleur buteur du tournoi avec sept buts, alors que la Slovaquie remportait la médaille d'or après avoir battu en finale la Russie 4-3, Bondra marquant le but décisif cent secondes avant la fin du match. En 2003, l'équipe remporta la médaille de bronze.
Il compte 35 buts pour 47 sélections.

## Distinctions
Bondra a été élu trois fois meilleur hockeyeur slovaque (Zlatý puk) et, en 2002, meilleur sportif slovaque. Il a participé à cinq Matchs des étoiles de la LNH.